# Jezioro Wygonowskie
Jezioro Wygonowskie (biał. Возера Выганашчанскае) – jezioro na Białorusi w rejonie iwacewickim w obwodzie brzeskim ok. 37 km na wschód od miasta Iwacewicze. Położone jest na terenie Wygonowskiego Rezerwatu Krajobrazowego
Jezioro Wygonowskie jest jednym z największych jezior Białorusi. Ma owalny kształt, wydłużony z zachodu na wschód. Położone jest na wysokości 153 m n.p.m. Jezioro ma powierzchnię 26 km², a jego wymiary to 7 × 4,8 km. Jezioro jest płytkie – średnia głębokość wynosi 1,2 m, zaś maksymalna 2,3 m. Długość linii brzegowej to 21 km. Objętość misy jeziornej wynosi 32,1 mln m³. Zlewnia jeziora zajmuje obszar 87,1 km². Jezioro leży w zlewni rzek Szczara i Jasiołda. Przez jezioro przepływa z północy na południe Kanał Ogińskiego.
Brzegi jeziora są niskie, przeważnie zatorfione i zabagnione. Dno płaskie, pokryte sapropelem. W jeziorze występują liczne rośliny wodne i przybrzeżne, rozciągające się na szerokość 150 m. Spotyka się też dużo gatunków ptactwa wodnego.
Według traktatu pokojowego pomiędzy państwami centralnymi a Ukrainą jezioro miało wyznaczać granicę Ukraińskiej Republiki Ludowej.